# 4.10中野サンプラザ大会 ももクロ春の一大事〜眩しさの中に君がいた〜
『4.10中野サンプラザ大会 ももクロ春の一大事〜眩しさの中に君がいた〜』（よんてんいちれい なかのサンプラザたいかい ももクロはるのいちだいじ〜まぶしさのなかにきみがいた〜）は、2011年4月10日に開催されたライブ。
Blu-ray & DVDとして発売されており、DVDはレンタルにも対応している。

## 概要

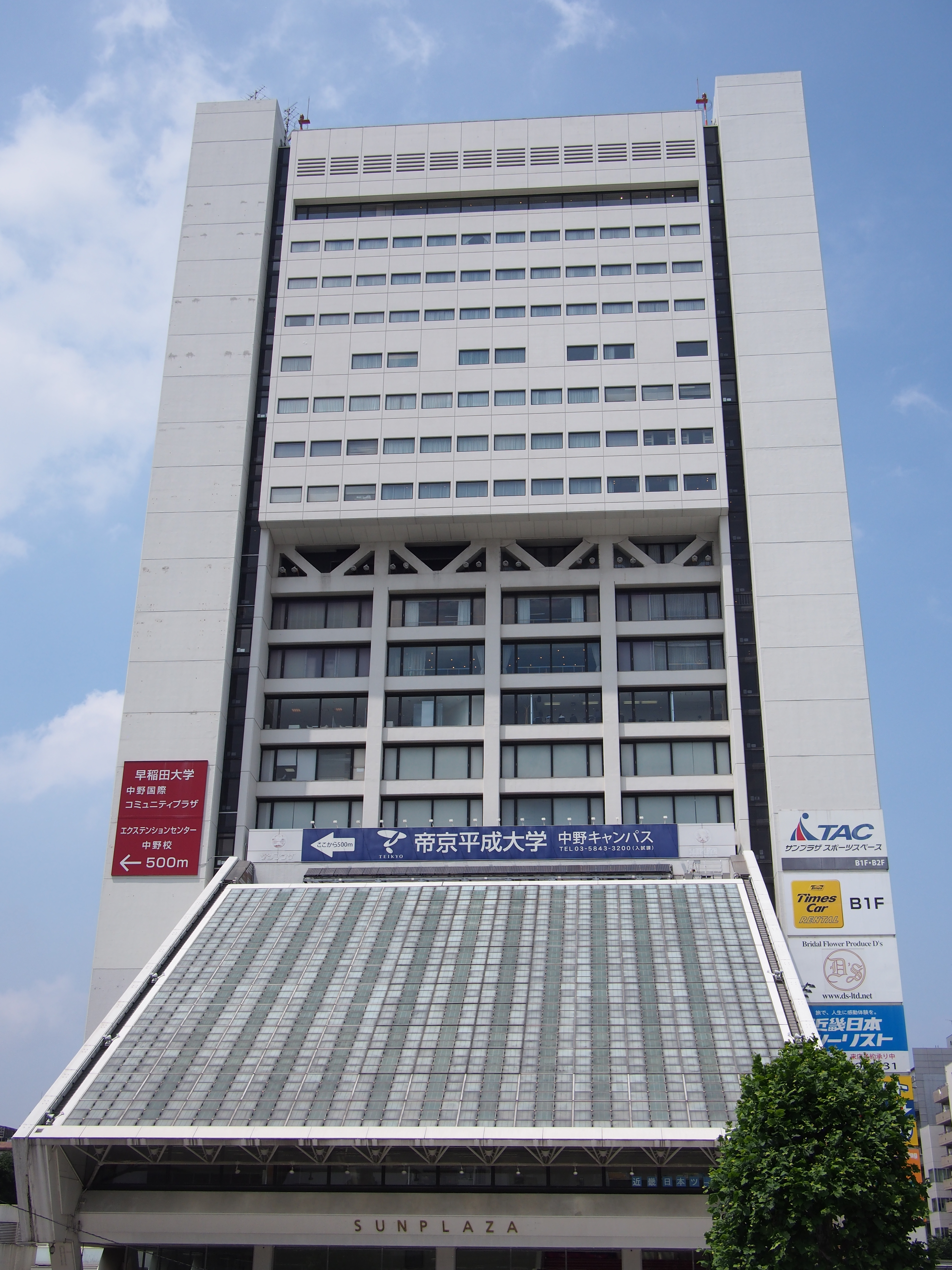
会場の中野サンプラザ（2017年5月撮影）

早見あかりの脱退公演であり、ももいろクローバー名義では最後となるライブ。「最後なんだからこそ、泣いても笑って終わりたい。全力で笑っていきたいと思います!」という早見の宣言どおり、6人は時折涙を見せながらも最後まで力強い歌とダンスを繰り広げた。
ライブ終盤では1時間近くが脱退セレモニーに充てられ、各メンバーが早見との思い出を台本なしで語るシーンがその大半を占めた。
公演終了後にはグループ名を、ももいろクローバーZへ改名することが、本人たちも事前に知らされないままサプライズ発表された。突然の発表に戸惑い、改名を受け入れられないメンバーがスタッフと口論する場面がDVD & Blu-ray作品の特典映像に収められている。ミュージック・マガジンの特集号では「もはや単なるライヴDVDの範疇を超えた、青春ドキュメント」と評された。
プロレスを意識した演出が初めて大々的に行われ、神奈月や武藤敬司が登場。プロレスではおなじみのケイ・グラントによる進行や清野茂樹による中継企画が取り入れられたのも、このライブが最初である。
前回初めてのホールコンサートを行った時の倍となる4400席のチケットは、両部とも一般発売開始から数分で完売した（前回は30分ほどかかっていた）。開演前には、公演1カ月前に起こった東日本大震災からの復興を願うメッセージがファンによって巨大な幕に寄せ書きされ、ステージに掲げられた（本ライブ前の3月27日にはメンバー自らチャリティ物販を行い、その収益は義援金として全額寄付されている）。本公演は、通常の演出よりも照明を抑えた「節電ライブ」として行われ、震災の影響で単独ライブが中止となった妹分グループの私立恵比寿中学も、ゲスト参加することとなった。

## セットリスト

### 第1部「ももクロ☆オールスターズ2011」

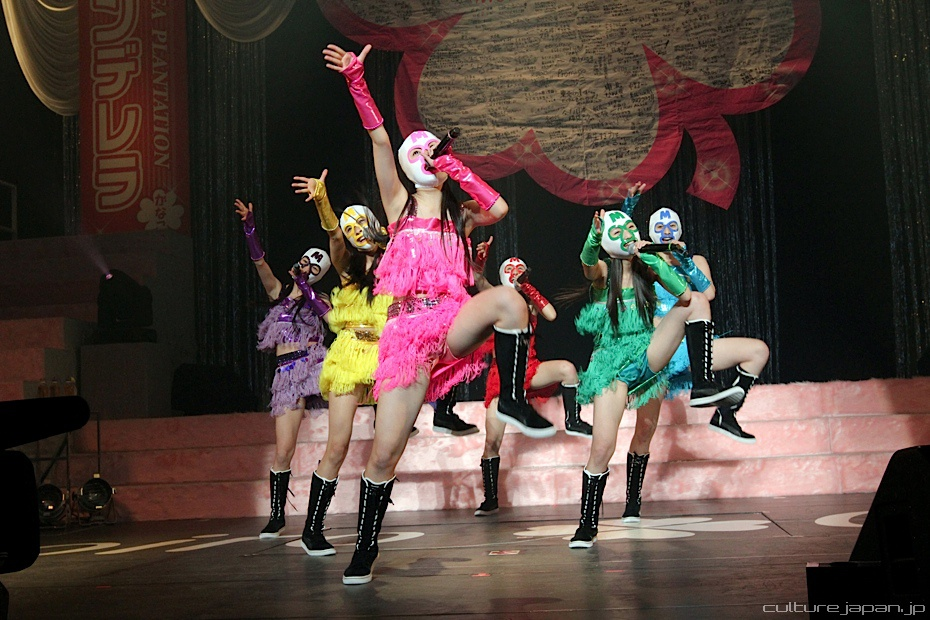
マスクを着けた状態で登場し歌うという、アイドルとしては異例の演出での幕開けとなった。

1. ピンキージョーンズ
2. キミとセカイ
3. Believe
4. ミライボウル
5. 全力少女
6. ありがとうのプレゼント / 有安杏果
7. ...愛ですか? / 玉井詩織
私立恵比寿中学（以下エビ中）の廣田あいかと柏木ひなたがリコーダー演奏で参加。玉井はピアニカ演奏も披露した。
8. 恋は暴れ鬼太鼓 / 高城れに
エビ中の安本彩花がくノ一役で登場し、高城と立ち回りを行う。
9. 太陽とえくぼ / 百田夏菜子
エビ中の瑞季、宮崎れいな、杏野なつ、松野莉奈がバックダンサーとして参加。
10. fall into me / 早見あかり
11. だって あーりんなんだもーん☆ / 佐々木彩夏
12. 恋のダイヤル6700 / マス寿司三人前（有安・玉井・高城）
13. デコまゆ 炎の最終決戦 / デコまゆ（百田・早見）
14. チャイム! / 私立恵比寿中学
15. ザ・ティッシュ〜とまらない青春〜 / 私立恵比寿中学
16. Chai Maxx
17. 行くぜっ!怪盗少女
18. オレンジノート
19. 未来へススメ!（アンコール）
20. 走れ!（アンコール）
21. ツヨクツヨク（アンコール）

### 第2部「早見あかりFINAL そして…」
1. ももいろパンチ
2. 全力少女
3. ココ☆ナツ

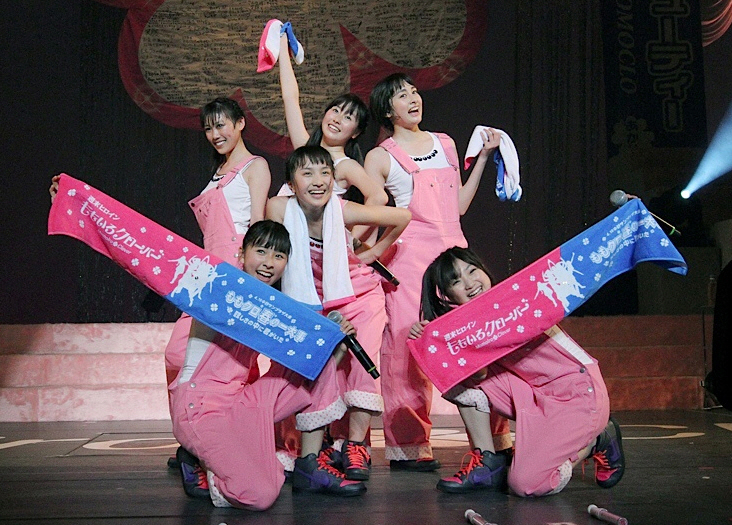
6人揃っての力強いパフォーマンスが繰り広げられた。

4. words of the mind 〜brandnew journey〜
5. きみゆき
6. ピンキージョーンズ
7. ミライボウル
8. Believe
9. 気分はSuper Girl!
10. 走れ!
11. キミとセカイ
12. Chai Maxx
13. 未来へススメ!
14. オレンジノート
15. あかりんへ贈る歌
ファン有志が事前に観客に配っていた青いサイリウムによって、会場一面が照らし出された。
16. 行くぜっ!怪盗少女
17. ツヨクツヨク（アンコール）
18. あの空へ向かって（アンコール）

特典映像（DVD & Blu-ray）
早見あかりFINAL…そしてZ誕生!